# لاتام كولومبيا
لاتام كولومبيا (بالإنجليزية: LATAM Colombia)‏، تسمى سابقتً بخطوط كولومبيا (تُلفظ لان كولومبيا (بالإنجليزية: LAN Colomcia)‏) وهي شركة طيران كولومبيا وتعد ثاني أكبير ناقل جوي في كولومبيا.

## تاريخ
أنشئت شركة الطيران في 2 أكتوبر 1980، وبدأت أول عملياتها في 20 فبراير 1981 بعدة طائرات صغيرة، حتى اُردفت الشركة بطائرات طراز إمبراير اي إم بي 110 بانديرانتي وفوكر إف27 فريند شيب. عام 1990، سجلت الشركة انخفاضاً في المسافرين بنسبة 9%، لكن ظهور شركة الخطوط الجوية (كوبا أيرلاينز كولومبيا) عام 1992 وضع شركة خطوط الطيران لان كولومبيا في منافسة في السوق الكولومبية، فأجرت الشركة توسيعات صغيرة بإضافة رحلات إلى البلدان المجاورة فنزويلا والإكوادور إضافة إلى الرحلات المحلية. [بحاجة لمصدر]

## الأسطول

### الأسطول الحالي

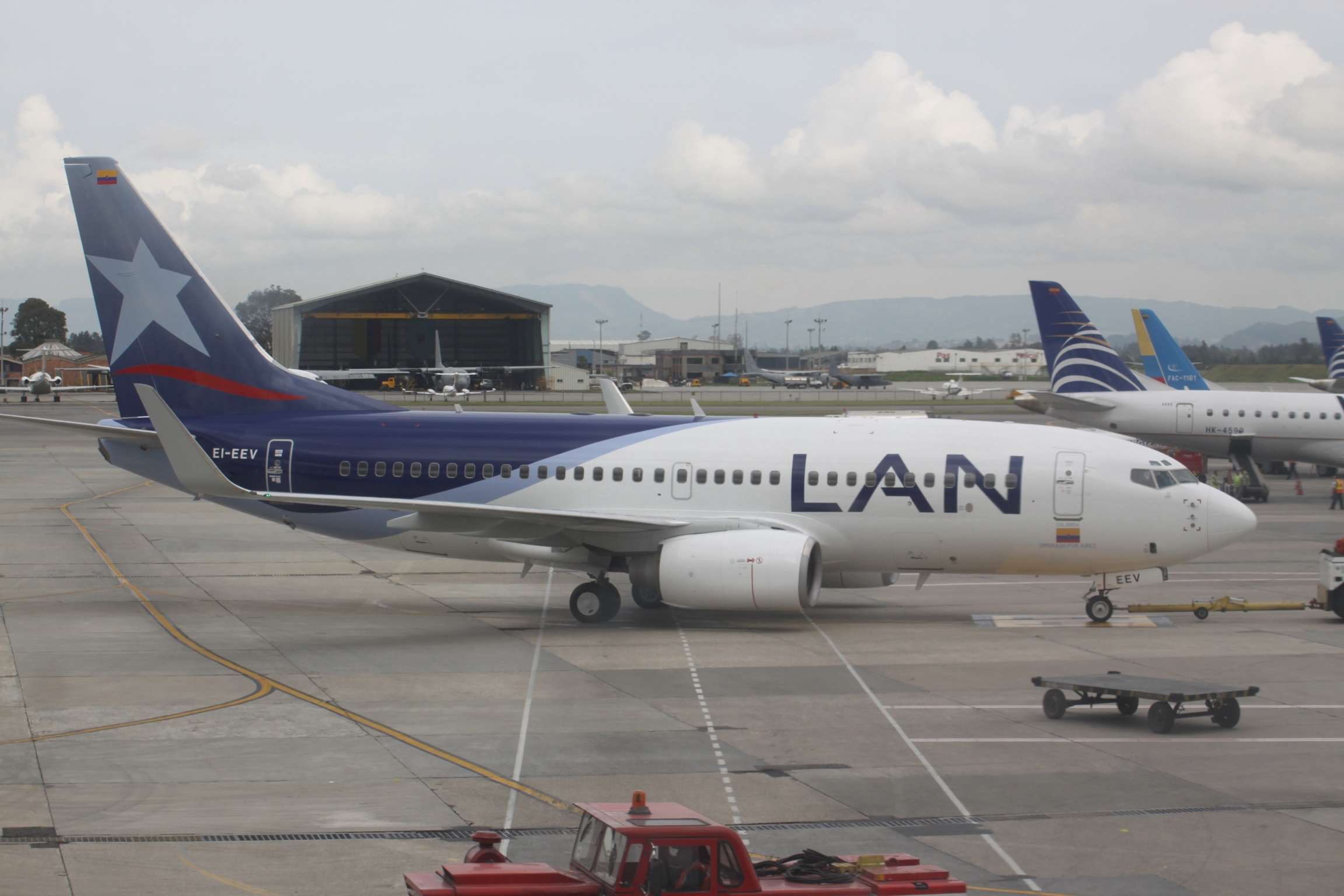
طائرة بوينغ 737 الجيل القادم في مطار إلدورادو الدولي في 2012

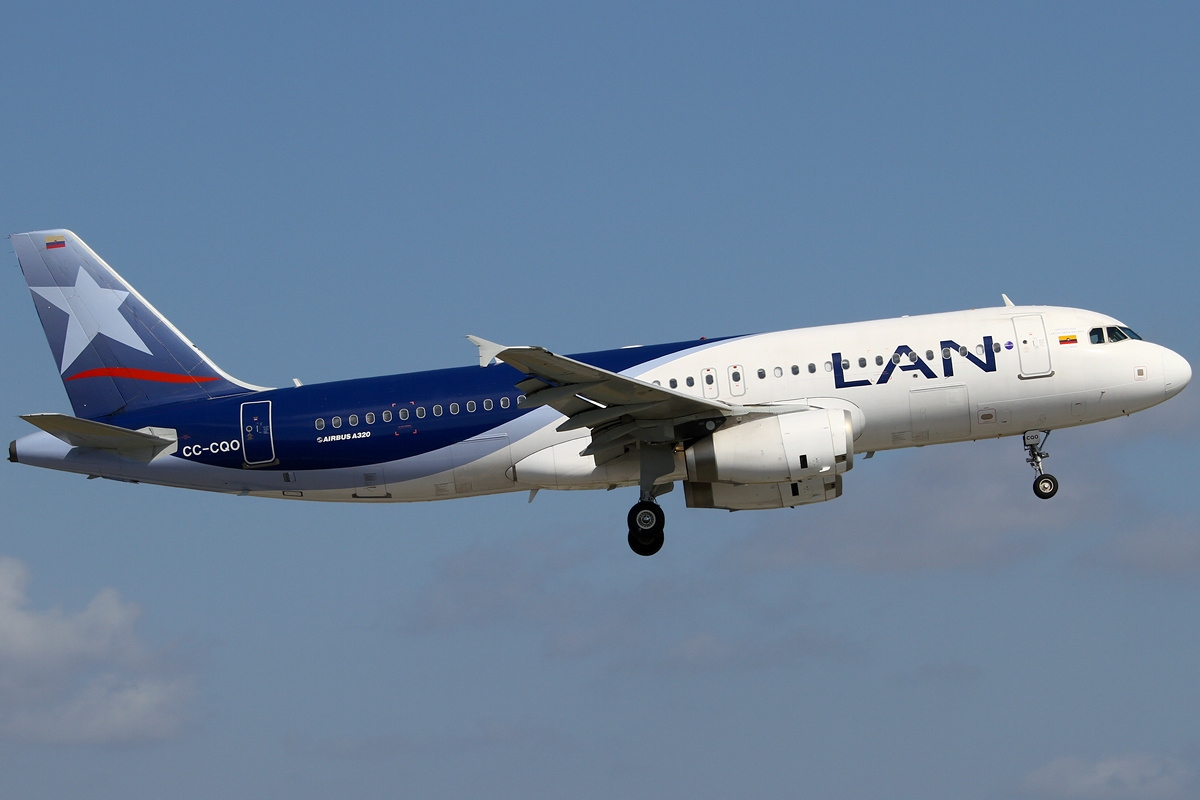
طائرة إيرباص إيه 320 في مطار ميامي الدولي في 2013

اعتبارًا من مارس 2022، تشغل لاتام كولومبيا الطائرات التالية:
| الطائرة            | في الخدمة | مطلوبة | الركاب       | الركاب   | الركاب  | ملاحظات                |
| الطائرة            | في الخدمة | مطلوبة | رجال الأعمال | السياحية | المجموع | ملاحظات                |
| ------------------ | --------- | ------ | ------------ | -------- | ------- | ---------------------- |
| إيرباص إيه 319     | 5         | —      | —            | 144      | 144     | تديرها خطوط لان الجوية |
| إيرباص إيه 320-200 | 8         | —      | —            | 174      | 174     | تديرها خطوط لان الجوية |
| المجموع            | 13        | —      |              |          |         |                        |

### الأسطول التاريخي
شغلت لاتام كولومبيا سابقا الطائرات التالية
| الطائرة                         | المجموع | أدخلت | سحبت | ملاحظات                                |
| ------------------------------- | ------- | ----- | ---- | -------------------------------------- |
| بوينغ 737-700                   | 10      | 2009  | 2014 | تحطمت في حادث رحلة لاتام كولومبيا 8250 |
| بوينغ 767                       | 3       | 2012  | 2016 | تديرها خطوط لان الجوية                 |
| بومباردييه داش 8                | 4       | 1994  | 2009 |                                        |
| بومباردييه داش 8                | 12      | 2003  | 2015 |                                        |
| بومباردييه داش 8                | 4       | 1994  | 2011 |                                        |
| بومباردييه داش 8                | 4       | 2010  | 2014 | مستأجرةمن Jeju Air                     |
| إمبراير اي إم بي 110 بانديرانتي | 6       | 1981  | 2001 |                                        |
| فيرتشايلد إف-27                 | 4       | 1987  | 1997 |                                        |